# 于江震
于江震（1912年—1967年1月28日），又名余岱生，中国四川南充人，中国工农红军将领，中华人民共和国官员。

## 生平
于1928年加入中国共产党，1932年10月28日，同张逸民发动了升钟寺起义。1935年任红三十四军副军长，后参加长征。长征中，于担任红四方面军政治部组织部长。抗日战争爆发后，被派为中共四川省工作委员会委员兼川北工作委员会书记。南方局组织部副部长、四川省委组织部长。1946年底返回陕甘宁边区。
中华人民共和国成立后，于担任中共中央西南局委员，后升任西南局秘书长。1967年1月28日病逝。